# Jerry Jarrett
Jerry Winston Jarrett (Nashville, 4 settembre 1942 – 14 febbraio 2023) è stato un imprenditore e wrestler statunitense.
Nel 1977 fondò la compagnia Continental Wrestling Association, mentre nel 2002 è stato il cofondatore, della Total Nonstop Action, insieme al figlio Jeff.

## Carriera
Nato nella povertà, Jerry Jarrett è entrato nel mondo del wrestling in età molto giovane. Sua madre lavorò come venditrice di biglietti, e Jarrett iniziò a vendere programmi per l'NWA Mid-America, una promozione di proprietà di Roy Welch e Nick Gulas all'età di sette anni. Dopo aver conseguito la patente di guida a quattordici anni, diventò un promotore di wrestling. Lavorò come promotore fino alla sua partenza a Nashville per frequentare il college. Dopo la laurea, lavorò per Jarrett Welch e Gulas come assistente ufficio, e in seguito diventò un arbitro, poi tornò presto a promuovere.
Dopo essere ritornato ad arbitrare, Jarrett decise di diventare un wrestler, e fu addestrato dal suo amico e futuro compagno di coppia Tojo Yamamoto e da Sailor Moran. Lottò il suo primo match ad Haiti nel 1965.
Jarrett diventò un wrestler di successo nel Sud, in particolare nel suo stato natale del Tennessee, formando una coppia con Jackie Fargo e Tojo Yamamoto. A un certo punto partecipò in uno Scaffold Match.
Jarrett operò in diverse federazioni di wrestling, tra cui la Mid-Southern Wrestling, la Continental Wrestling Association, la United States Wrestling Association, la Class World Championship Wrestling e, più recentemente, la Total Nonstop Action Wrestling. Jarrett è stato spesso il partner commerciale di Jerry Lawler.
Dopo la vendita della World Championship Wrestling da parte della World Wrestling Federation e il fallimento della Extreme Championship Wrestling, in America le federazioni di wrestling erano diminuite notevolmente, e per questo Jerry e Jeff Jarrett crearono la NWA:TNA.
Il 9 maggio 2002, i Jarrett annunciarono J Sports and Entertainment con Jerry Jarrett in qualità di Chairman e Jeff Jarrett come presidente. La JSE doveva essere la società madre di NWA: TNA, una nuova promozione nazionale di wrestling.
Nell'ottobre 2002, la JSE vendette una parte delle azioni (il 72%) della NWA:TNA a Panda Energy. Le condizioni di vendita permetterono a Jeff e Jerry Jarrett di mantenere il controllo delle operazioni di wrestling e Panda Energy gestire la parte commerciale. 
Jerry Jarrett lasciò la TNA alla fine del 2005, dopo una ricaduta con la gestione, tra cui il figlio, Jeff.

## Morte
È morto all'età di 80 anni, l'annuncio è stato confermato dalla stessa WWE e rilasciato poi un comunicato tramite i social media.

## Vita privata
Jerry Jarrett era sposato con Deborah Marlin, figlia di Edward Marlin; la coppia ha avuto quattro figli: Jason, Jeff, Jerry e Jennifer.